# Carpentier River
Pour les articles homonymes, voir Carpentier.
La rivière Carpentier ou Carpentier River était le nom d'un cours d'eau dans la péninsule du cap York au Queensland en Australie. Elle avait été nommée ainsi en l'honneur de Pieter de Carpentier, gouverneur général de la Compagnie néerlandaise des Indes orientales. Le nom a été attribué par Jan Carstenszoon en 1623. À présent, aucun cours d'eau dans le nord du Queensland ne porte ce nom car il n'a pu être identifié avec précision. Voir l'article sur la Pennefather River pour plus de détails.